# Jade Olieberg
Jade Olieberg est une actrice néerlandaise née le 1er octobre 1993 à Rotterdam.

## Filmographie
- 2008 : Hoe overleef ik...? (nl) : Esther Jacobs
- 2008 : Atlantis (nl) : Robin
- 2009 : Julia's Hart (téléfilm) : Julia jeune
- 2011 : VRijland (nl) (série télévisée, 24 épisodes) : Jannetje
- 2011 : Van God Los (nl) (série télévisée) : Jackie
- 2013 : Overspel (nl) (série télévisée) : Carolien
- 2014 : Zomer : Lena
- 2015 : Moordvrouw (série télévisée) : l'infirmière de la maison de retraite
- 2015 : Celblok H (nl) (série télévisée) : l'amie de Sophie
- 2015 : Flikken Maastricht (série télévisée) : Lisa Kampman
- 2016 : Dokter Deen (nl) (série télévisée) : Feline
- 2016 : Project Orpheus (série télévisée) : Mirjam
- 2017 : Tuintje in mijn Hart : Aponi
- 2020 : Ares

## Théâtre
- 2010 - Branden - Ro Theater (nl)
- 2011 - Ro Festival - Ro Theater